# Beniamino Gigli
Pour les articles homonymes, voir Gigli.
Beniamino Gigli est un ténor italien né le 20 mars 1890 à Recanati et mort le 30 novembre 1957 à Rome.

## Biographie
Son père exerce la profession de cordonnier. Lorsqu'il est enfant, il chante dans les chœurs de l'église de son village natal et joue du saxophone dans la fanfare locale. Sa belle voix de soprano fait que ses parents, encouragés par des amis, l'envoient étudier le chant à Rome avec comme professeur Enrico Rosati. Pour vivre  et payer ses leçons, il fait un peu tous les métiers : aide-menuisier, commis de pharmacien, apprenti-tailleur avant d'entrer au service d'une contesse Spannochi qui finance ses cours avec Agnese Bonucci.
En 1912, il est mobilisé au sein de l'armée italienne. Une fois libéré de ses obligations, il est pris à l'Académie Sainte-Cécile pour travailler avec Antonio Cotogni et Rosati. En 1914, il remporte le premier prix du Concours de chant de Parme. Révélé grâce à Bonci, il débute à Rovigo dans La Gioconda de Ponchielli en 1914. Après quelques succès sur des scènes mineures, il est engagé par Tullio Serafin pour effectuer la saison 1914-1915 au théâtre Carlo-Felice de Gênes où il interprète avec succès Tosca, Manon Lescaut et La Gioconda.
Après deux étapes à Palerme et à Bologne, il effectue un début triomphal au teatro San Carlo de Naples dans Mefistofele de Arrigo Boito, ce qui lui confère une notoriété nationale. Il crée Lodoletta de Pietro Mascagni et reprend Mefistofele à la Scala sous la direction de Arturo Toscanini en 1918. Raoul Gunsbourg le fait débuter en 1919 à Monte-Carlo dans La Bohème aux côtés de Lucrezia Bori, Elvira de Hidalgo et Marcel Journet, puis dans Tosca et La traviata avec Germaine Lubin. La même année, il chante Lucrezia Borgia de Gaetano Donizetti au théâtre Colón de Buenos Aires.La même année, il débute au Met dans Faust.
En 1920, il interprète toujours Mefistofele (374 représentations) au Metropolitan Opera de New York, avec une réapparition durant la saison 1938-1939. Il s'est assez peu produit en France à la scène, sinon à l'Opéra de Paris en 1934 où il donne Rigoletto et La traviata. On le voit surtout en concert à Paris (1930 et 1954), Nice, Marseille. En 1932, il s'installe à Rome sans pour autant renoncer à une carrière internationale (à laquelle il mettra fin volontairement en pleine gloire en 1954 à Rovigo). En 1940, il enregistre la première intégrale de Cavalleria rusticana de Mascagni sous la direction du compositeur à la Scala. Il se produira pour son dernier concert au Carnegie Hall en 1955.
Clairement engagé en faveur du fascisme et membre honoraire du parti en 1932, il était apprécié de Benito Mussolini et avait enregistré une version officielle de l'hymne fasciste Giovinezza. Il chante à Munich et Berlin en 1937, avec la Scala de Milan en tournée. Après la guerre, il est mis quelque temps à l'index mais peut chanter à l'opéra de Rome dès 1945. Ces engagements n'ont pas non plus empêché le Metropolitan Opera d'inaugurer un buste du ténor en 1997.  
Gigli possédait une des plus belles voix jamais entendues, une technique lui permettant la maîtrise parfaite de souffle belcantiste tout en excellant dans les véristes dont Giacomo Puccini. Il pouvait ainsi chanter dans la soirée L'Elixir d'amour, Cavalleria rusticana et Pagliacci. La beauté de son timbre, sa proximité avec le public en firent le plus connu des ténors de l'après-Caruso. En revanche, son goût parfois douteux, l'abus de portamenti et de sentimentalité débordante lui ont à la fois une grande célébrité et des critiques pour le "style Gigli".
Il a tourné dans une quinzaine de films, dont Ave Maria de Johannes Riemann (1936), Forget me not de Zorda où il étrenne la splendide romance Non ti scordar di me Mamma de Guido Brignone (1941), Tragique Destin (I pagliacci) de Giuseppe Fatigati (1943), ou encore Le Roman d'un génie (Giuseppe Verdi, 1938), Marionette (1939) et Taxi de nuit (1950) de Carmine Gallone. Il a réalisé une des plus importantes carrières du 78 tours.

### Distinctions

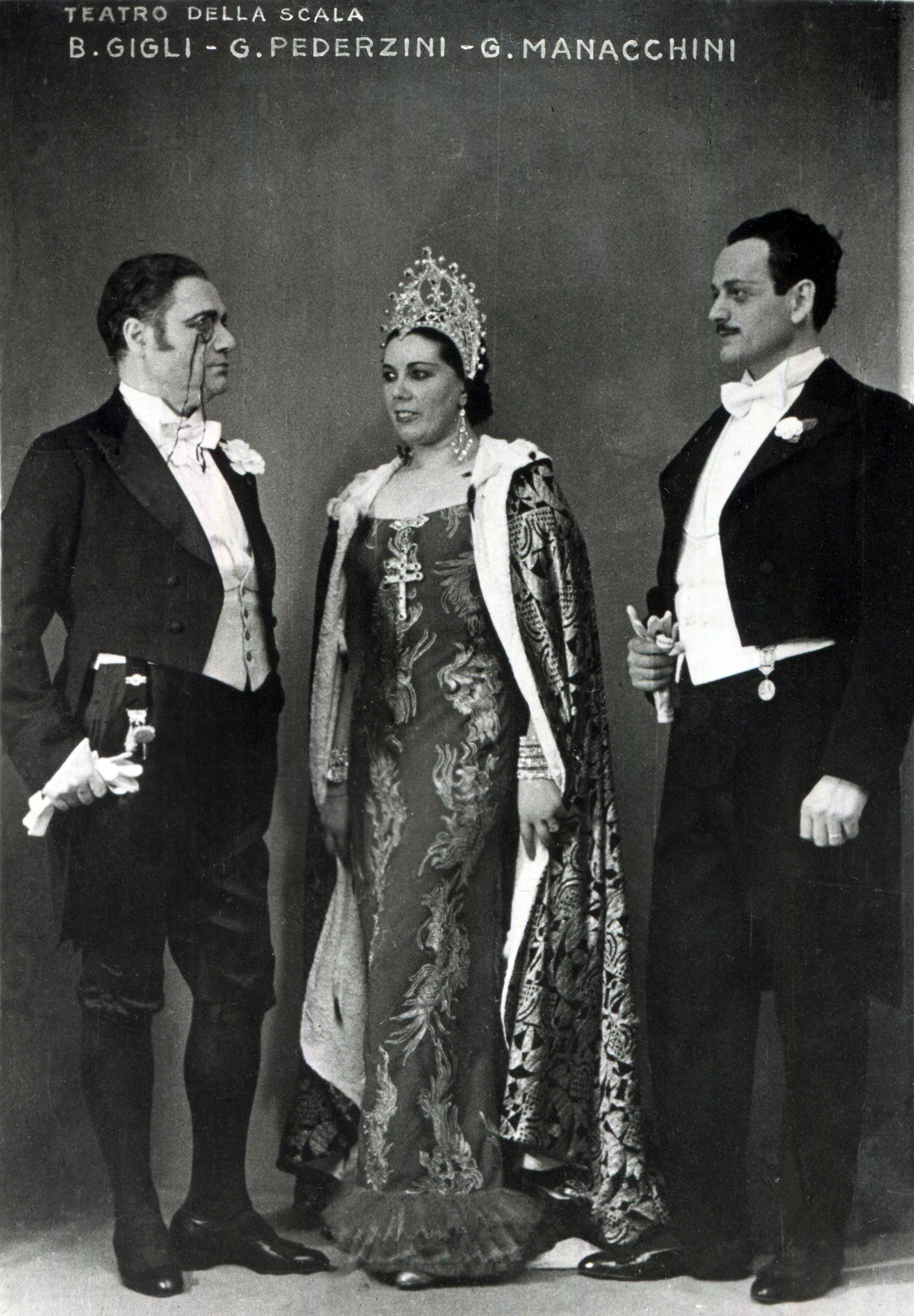
Beniamino Gigli, la soprano Gianna Pederzini et le baryton Giuseppe Manacchini, à la Scala de Milan en 1939.

- Grand officier dans l'ordre du Mérite de la République italienne (1952)
- Chevalier dans l'ordre national de la Légion d'honneur

## Écrits
- (it) Confidenze, L'Istituto per L'Enciclopedia de Carlo Editore, Rome, 1942 ; rééd. sous le titre Il romanzo della mia voce, Pagano, Naples, 1999
- (it) La verità sul mio “caso”, Società Tipografica Editrice Italiana, Rome, 1945
- (it) Memorie, Mondadori Editore, Vérone 1957

## Postérité
Depuis 1993, la Société finlandaise Beniamino Gigli décerne le prix Beniamino Gigli aux artistes qui mènent des recherches et des études musicales sur ce grand artiste.

## Sources
- Harold Rosenthal et John Warrack, Guide de l'opéra, Paris, Fayard, 1964
- Alain Pâris (dir.), Dictionnaire des interprètes, Paris, Robert Laffont, coll. « Bouquins », 1982
- Richard Martet, Les grands chanteurs du XXe siècle, Paris, Buchet-Chastel, 2012, p. 44-50

### Sur YouTube
- Cangia, cangia tue voglie, aria de Fra Giovanni Battista Fasolo avec un orchestre non identifié